# Гроссе, Виктор Фёдорович
Виктор Федорович Гроссе (1869—1931) — русский дипломат, сотрудник МИДа Российской империи, один из видных деятелей российской эмиграции первой волны в Шанхае.

## Биография
Родился 26 мая 1869 года в семье прибалтийского немца, врача Иоганна-Теодора Гроссе, в местечке Грива-Земгаллен Курляндской губернии. По вероисповеданию — лютеранин. Учился дома, затем учился в гимназии Митавы, поступил в Дерптский университет. Потом учёба на восточном факультете Санкт-Петербургского университета, где он изучал китайский и маньчжурский языки. По окончании университета получил назначение в Российскую миссию в Пекине.

### Дипломатическая служба
- 1896 назначение в консульство на должность секретаря
- 1899 назначение на должность вице-консула в Чифу
- 1903 пост консула в Ньючуанг-Инкоу
- Работа в Петербурге, Японии
- 1911—1924 Генеральный консул в Шанхае. При нём был арендован участок земли и выстроено здание Генерального консульства, освящено в январе 1917 года[2][3].

### Руководительрусского Шанхая
После передачи русских дипломатических учреждений в Китае большевикам в 1924 году В. Ф. Гроссе занимал пост помощника китайского комиссара в Шанхае по русским делам. Руководил Комитетом защиты прав и интересов русских в Шанхае и, выйдя из него в 1927 году, организовал в 1927 году Эмигрантский комитет, председателем которого являлся до своей смерти. Комитет, в частности, вёл регистрацию русских граждан и выдавал эмигрантам документы, удостоверяющие личность.
Один из основателей благотворительного общества «Помощь» и его бессменный председатель. Председатель Русского Юридического общества в Шанхае, почётный член многих русских и иностранных эмигрантских организаций в городе.

### Семья
Женился в 1903 году на Элле Павловне Ливен, дочери лейб-медика Павла Самуиловича Ливена (основателя Максимилиановской больницы для бедных в Санкт-Петербурге). В семье было 5 детей: дочь Лариса скончалась в младенчестве, дочери Анна и Елизавета (вышли замуж за дипломатов) и два сына: Лев (погиб в Бутырской тюрьме после репатриации в СССР в начале 50-х годов) и Аристид (уехал в США, физик, участник ядерного проекта).
Умер 6 октября 1931 года. Похоронен в Шанхае на кладбище Бабблинг велл род, могила потеряна при снесении кладбища.

## Память
29 января 2015 года в рамках XXV научных чтений гуманитарного факультета Даугавпилсского университета открыта выставка «Путь от гривского мальчика до выдающегося дипломата. Виктор Гроссе (1869—1931)».